# Karina Goricheva
Karina Goricheva est une haltérophile kazakhe née le 8 avril 1993. Elle a remporté la médaille de bronze de l'épreuve des moins de 63 kg aux Jeux olympiques d'été de 2016 à Rio de Janeiro.